# Phlesirtes kevani
Phlesirtes kevani är en insektsart som beskrevs av Lucien Chopard 1954. Phlesirtes kevani ingår i släktet Phlesirtes och familjen vårtbitare. Inga underarter finns listade i Catalogue of Life.